# Ichibengops
Ichibengops — це вимерлий рід тероцефальних терапсид, відомий із типового виду Ichibengops munyamadziensis, який мешкав під час пізньої пермі Замбії. Ічібенгопс був названий у 2015 році на основі скам’янілостей, знайдених у формації аргілліків Мадумабіса періоду Вучіапінгу в басейні Луангва. Тероцефалії були відомі в басейні Луангва протягом десятиліть, але Ichibengops був першим ендемічним замбійським тероцефалом, який був детально описаний. Філогенетичний аналіз вказує на те, що це базальний член клади Eutherocephalia, що лежить безпосередньо за межами клади, що містить гофмейріїди, вайціїди та бауріоїди. Ichibengops є сестринським таксоном тероцефала Chtonosaurus. Подібно до тероцефалії Euchambersia, ічібенгопс міг мати отруйні залози, про що свідчать борозенки над його зубами.